# عقد 1320
عقد 1320 هو عقد امتد بين 1 يناير 1320 و31 ديسمبر 1329 بحسب التقويم الميلادي. سبقه عقد 1310 ولحقه عقد 1330.

## أحداث
- حرب الدلو (1325)
- قرار مجلس الأمن (1325) حول المرأة والسلام والأمن (1325)
- معركة زابولينو (1325)
- معاهدة نوتيبورغ (1323)

## مواليد
- ديفيد الثاني ملك اسكتلندا (1324)
- بياتريس من صقلية (1326)
- ابن الملقن (1323)
- جون ويكليف (1324)
- المنصور سيف الدين أبو بكر (1321)
- بيدرو الأول ملك البرتغال (1320)
- عماد الدين إسماعيل (1325)
- جوفانا الأولى ملكة نابولي (1326)
- مراد الأول (1326)
- ابن جزي الكلبي (1321)
- نيكول أورسمه (1322)

## وفيات
- نظام الدين أولياء (1325)
- ماري دي لوكسمبورغ، ملكة فرنسا (1324)
- ابن رشيد السبتي (1321)
- أبو الوليد إسماعيل الأول (1325)
- ناصر الدين خسرو (1321)
- ريكولدو دي مونتي (1320)
- أمير خسرو (1325)
- دينيس ملك البرتغال (1325)
- بياتريس دي أفيسنيس (1321)
- ابن البناء المراكشي (1321)
- ماريا من مولينا (1321)

## كتب
- Yves Denis Papin (1998). Chronologie de l'histoire ancienne. Lieu de publication non identifié: Éditions Jean-paul Gisserot. ISBN:2-87747-346-5. OCLC:40746926. مؤرشف من الأصل في 2022-03-16.
- موسوعة حضارة العالم (2002) لأحمد محمد عوف.

## روابط خارجية
- تصفح سنة بسنة عقد 1320 على موقع onthisday.com
- تصفح سنة بسنة عقد 1320 ابتداءً من سنة عقد 1320 على موقع المكتبة الوطنية الفرنسية